# Sarzens
Sarzens est une localité de la commune suisse de Lucens dans le canton de Vaud, située dans le district de la Broye-Vully et ancienne commune. Peut-être citée dès 996, elle fait partie du district de Moudon de 1798 à 2007. La commune est peuplée de 82 habitants en 2022. Son territoire, d'une surface de 145 hectares, se situe entre les vallées de la Broye et de la Glâne.

## Histoire
Le village de Sarzens est peut-être mentionné dès 996 sous le nom de villa sarningis. Il est connu sous le nom de Sarsens en 1261. Au Moyen Âge, il dépend du domaine de Curtilles, qui fait partie de la châtellenie de Lucens, propriété de l'évêque de Lausanne. Au XVe siècle, la dîme appartient à la chapelle du château de Bossonnens, puis à Humbert Cerjat et à Boniface de Villarzel. Le village fait partie du bailliage de Moudon à l'époque bernoise, puis du district de Moudon de 1798 à 2007 et du district de la Broye-Vully depuis 2008. En 1846, la moitié du village et les archives sont détruites par un incendie.
Le 30 novembre 2014, les communes de Brenles, Chesalles-sur-Moudon, Cremin, Forel-sur-Lucens, Lucens et Sarzens décident de fusionner. La nouvelle commune voit le jour le 1er janvier 2017 sous le nom de Lucens.

### Héraldique
| Armes de Sarzens | Les armes de la commune de Sarzens se blasonnent ainsi : De gueules à trois bourdons d'or. |

## Géographie

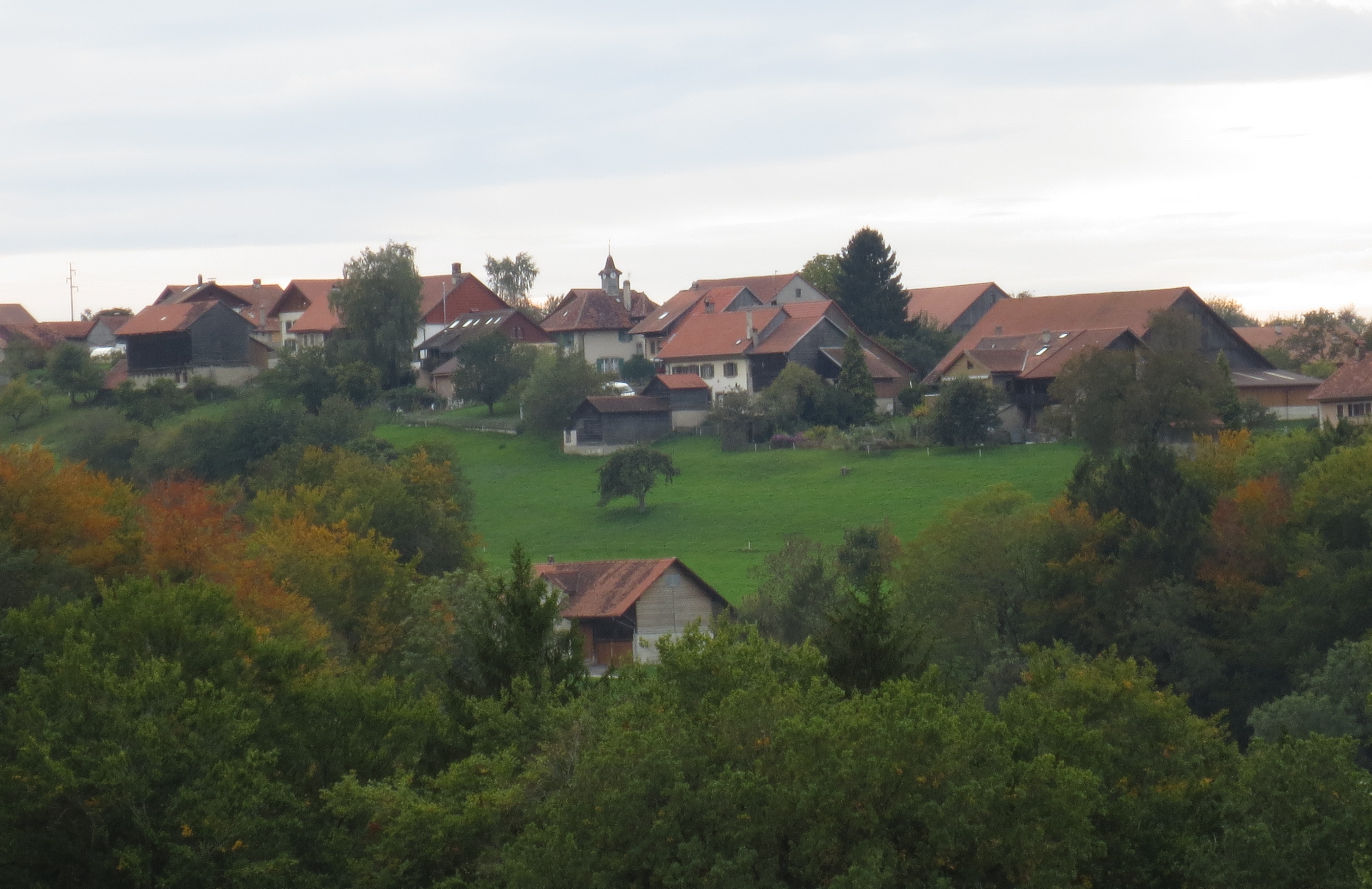
Sarzens vu de la route menant à Lovatens, de l'autre côté du ruisseau des Vaux.

Jusqu'à sa dissolution, la commune faisait partie du district de Moudon. Depuis le 1er janvier 2008, elle fait partie du nouveau district de la Broye-Vully. Elle a des frontières communes avec Curtilles, Lovatens, Brenles, Chesalles-sur-Moudon.
Le territoire communal s'étend sur un plateau entre la Broye et la Glâne. Elle part du village de Sarzens pour monter jusqu'à 765 mètres d'altitude, point culminant qui se situe dans les Grands Champs. La frontière est de la commune est marquée par la trouée formée par le ruisseau des Vaux.

## Démographie
Selon l'Office fédéral de la statistique, Sarzens possède 82 habitants en 2022. Sa densité de population atteint 57 hab./km².
En 2000, la population de Sarzens est composée de 36 hommes (59 %) et 25 femmes (41 %). La langue la plus parlée est le français, avec 58 personnes (95,1 %). La deuxième langue est le portugais (2 ou 3,3 %) et la troisième langue est l'allemand (1 ou 1,6 %). Il y a 56 personnes suisses (91,8 %) et 5 personnes étrangères (8,2 %). Sur le plan religieux, la communauté protestante est la plus importante avec 41 personnes (67,2 %), suivie des catholiques (9 ou 14,8 %).
La population de Sarzens est de 162 personnes en 1850, puis de 134 en 1870 et 165 en 1888. La commune perd ensuite 33 % de ses habitants en douze ans pour arriver à 111 en 1900. Elle baisse ensuite progressivement jusqu'à 52 habitants en 1980, avant de remonter à 84 habitants en 2010. Le graphique suivant résume l'évolution de la population de Sarzens entre 1850 et 2010 :

## Politique
Lors des élections fédérales suisses de 2011, la commune a voté à 34,58 % pour l'Union démocratique du centre. Les deux partis suivants furent le Parti libéral-radical avec 19,05 % des suffrages et le Parti socialiste suisse avec 15,52 %.
Lors des élections cantonales au Grand Conseil de mars 2011, les habitants de la commune ont voté pour l'Union démocratique du centre à 49,48 %, les Verts à 18,82 %, le Parti socialiste à 14,29 %, le Parti libéral-radical à 13,94 %, le Parti bourgeois démocratique et les Vert'libéraux à 2,79 % et Vaud Libre à 0,70 %.
Sur le plan communal, Sarzens est dirigé par une municipalité formée de 5 membres et dirigée par un syndic pour l'exécutif et un Conseil général dirigé par un président et secondé par un secrétaire pour le législatif.
Lors de la votation du 5 juin 2016 sur l'Initiative populaire « Pour un revenu de base inconditionnel », la commune de Sarzens s'est fait connaître en étant la seule commune Suisse à avoir voté oui,

## Économie
La commune a connu un fort développement depuis la deuxième moitié du XXe siècle. Jusqu'alors, l'économie locale était principalement tournée vers l'agriculture, l'arboriculture fruitière et l'élevage qui représentent encore une part très importante de la structure de l'emploi local. Dans ces dernières décennies, le village s'est cependant transformé en résidence pour des personnes travaillant principalement à Lucens et Moudon.

## Transports
Au niveau des transports en commun, Sarzens fait partie de la communauté tarifaire fribourgeoise Frimobil. Le bus des Transports publics fribourgeois faisant le parcours Romont-Lucens-Moudon-Chavannes-sur-Moudon-Romont s'arrête dans la commune. Le village est aussi desservi par les bus sur appel Publicar, qui sont un service de CarPostal.

## Vie locale
Chaque année depuis 1993 à la fin du mois de juin, Sarzens organise une course de caisses à savon. Sur une piste de 1 200 mètres, près de 100 pilotes s'affrontent lors d'une manifestation organisée par le club des CAS, formé principalement par les pompiers volontaires de la commune.

## Sources
- (de) Cet article est partiellement ou en totalité issu de l’article de Wikipédia en allemand intitulé « Sarzens » (voir la liste des auteurs).